# Songs of Wonder
Albums de Mark Whitfield
Mark Whitfield & The Groove Masters
(2006) Grace
(2016)
Songs of Wonder est un album de Mark Whitfield sorti en 2009, intégralement constitué de reprises de Stevie Wonder.  
Whitfield réalise cet album en guise d'hommage à l'artiste qui l'inspire de longue date. 

## Listes des pistes
| Songs of Wonder | Songs of Wonder           | Songs of Wonder | Songs of Wonder                   | Songs of Wonder | Songs of Wonder | Songs of Wonder | Songs of Wonder | Songs of Wonder | Songs of Wonder |
| No              | Titre                     | Auteur          | Interprète                        | Durée           |                 |                 |                 |                 |                 |
| --------------- | ------------------------- | --------------- | --------------------------------- | --------------- | --------------- | --------------- | --------------- | --------------- | --------------- |
| 1.              | Isn't She Lovely          | Stevie Wonder   | Mark Whitfield (avec Chris Botti) | 4:56            |                 |                 |                 |                 |                 |
| 2.              | Superstition              | Stevie Wonder   | Mark Whitfield (avec John Mayer)  | 4:15            |                 |                 |                 |                 |                 |
| 3.              | Love's in Need            | Stevie Wonder   | Mark Whitfield                    | 4:47            |                 |                 |                 |                 |                 |
| 4.              | I Wish                    | Stevie Wonder   | Mark Whitfield                    | 3:46            |                 |                 |                 |                 |                 |
| 5.              | Overjoyed                 | Stevie Wonder   | Mark Whitfield                    | 4:04            |                 |                 |                 |                 |                 |
| 6.              | Signed, Sealed, Delivered | Stevie Wonder   | Mark Whitfield                    | 3:56            |                 |                 |                 |                 |                 |
| 7.              | Ribbon in the Sky         | Stevie Wonder   | Mark Whitfield                    | 4:50            |                 |                 |                 |                 |                 |
| 8.              | Do I Do                   | Stevie Wonder   | Mark Whitfield                    | 3:41            |                 |                 |                 |                 |                 |
| 9.              | Send One Your Love        | Stevie Wonder   | Mark Whitfield                    | 3:50            |                 |                 |                 |                 |                 |
| 10.             | Livin' for the City       | Stevie Wonder   | Mark Whitfield                    | 4:09            |                 |                 |                 |                 |                 |
| 42:14           |                           |                 |                                   |                 |                 |                 |                 |                 |                 |

### Participations
Mark Whitfield est accompagné de Chris Botti et John Mayer.

## Formats
L'album sort au format compact disc (réf. MP1790) en 2009.